# Гельблу Яків Йосипович
Яків Йосипович Гельблу (4 вересня 1911, Ладижин, Російська імперія — 2007) — радянський і російський філолог і краєзнавець.

## Біографія
Народився в селі Ладижині, Кам'янець-Подільської губернії. Його батько з початком Першої світової війни був покликаний в армію, повернувся через поранення в 1916 році. Сім'я переїхала до Вінниці, де пройшло дитинство Якова. У школі захопився збиранням марок і збирав їх усе життя, переживши у війну загибель своєї першої колекції. Після школи вступив до Уманського сільськогосподарського технікуму, щоб отримати агрономічну освіту. Але коли він був на другому курсі, на базі технікуму створили Інститут іноземних мов. Яків різко поміняв спеціальність. У 1936 році він закінчив інститут і був розподілений в Одеський німецький педінститут, де навчалися, в основному, діти німецьких колоністів Півдня України. Став аспірантом, але в 1939 році був призваний в армію військовим перекладачем.
Брав участь у Другій світовій і Фінські війнах. Був нагороджений бойовими орденами і медалями. Його батько, який не встиг евакуюватися, загинув разом з іншими євреями Вінниці. Загинув на війні і молодший брат Юхим. Мати Якова Рахіль жила в евакуації в Челябінській області, сестра Мірра закінчила в Середній Азії технікум зв'язку та була розподілена в Уфу на радіостанцію ім. Комінтерну, яка вела мовлення, починаючи передачі словами «Говорить Москва».

## Наукова діяльність
Демобілізувався в 1952 році і вступив старшим викладачем до Уфимського Педагогічного інституту ім. Тімірязєва. З часом став завкафедрою німецької мови. Після перетворення інституту в університет, його призначили деканом факультету іноземних мов.
Він дуже серйозно досліджував культуру тюркських народів, від яких, як вважається, відбулися башкири. Германіст Яків Гельблу у статті «Давні тюрки в Америці» дійшов висновку, що германські племена мають тюркське походження. Наприкінці VIII століття вони приплили на плотах до Америки і заснували там цивілізацію інків. Гіпотеза заснована на дивовижною близькості мови інків і нижньонімецького діалекту.
Яків Йосипович написав кілька дуже відомих книг. Це «Навчальний посібник з письмовій практиці німецької мови», «Стародавні тюрки і німецькі племена», «Інки і німецькі племена».
На 95-му році життя Яків Гельблу свою велику колекцію філателістичних матеріалів (понад 7000 конвертів) безоплатно передав Музею зв'язку Уфи. 
Був заслуженим учителем Башкирії, кандидатом філологічних наук.

## Цікаво
До 100-річчя Якова Гельблу в Уфі був випущений маркований конверт з його портретом.

## Інтернет-ресурси
- http://www.bashinform.ru/news/401518/ [Архівовано 21 квітня 2014 у Wayback Machine.]